# Ceremonia de apertura de los Juegos Olímpicos de Atenas 2004
La Ceremonia de Apertura de los XXVIII Juegos Olímpicos se celebró el 13 de agosto de 2004, en el Estadio Olímpico, ubicado en la ciudad de Atenas, Grecia.
Más de 72.000 espectadores observaron uno de los espectáculos más costosos en la historia. Fue en su época el evento más visto a lo largo del mundo, con un total de más de 4,5 mil millones de personas observándolo a través de la televisión. Además, fue el primer evento transmitido a nivel internacional en formato HDTV, a través de la cadena estadounidense NBC y la japonesa NHK.
La ceremonia comenzó con la cuenta de 28 segundos, representando a los 28 Juegos Olímpicos, en la forma de latidos de un corazón. Al terminar esta cuenta, estallaron fuegos artificiales a lo largo del estadio y se encendieron unas llamas ubicadas en el medio del estadio, cuya cancha estaba cubierta por agua. Las llamas encendidas formaban los cinco anillos olímpicos, símbolo del evento.

## Representación de la cultura griega
La ceremonia se basó en la historia, la mitología y la cultura del país anfitrión, como una forma de tributo a esta, debido a ser el lugar originario de los Juegos. Al comienzo, cientos de percusionistas tocaron sus tambores para dar inicio al evento, junto a los sonidos de los buzuki, instrumentos musicales tradicionales griegos.
El programa comenzó con un niño griego sobre un bote de papel gigante que navegaba sobre el lago formado en el estadio. El lago representaba a Grecia, un país pequeño, pero del cual han surgido no solo grandes ideas y avances en multitud de materias y ciencias, sino que también grandes pensadores, escritores, poetas, matemáticos... 
Después fueron presentados Gianna Angelopoulos-Daskalaki, presidenta del comité organizador de los Juegos (AOGOC, Athens 2004 Organising Committee for the Olympic Games) y el presidente del Comité Olímpico Internacional (COI) Jacques Rogge. También fue presentado el presidente de la República Helénica, Konstandinos Stephanopoulos, los cuales caminaron hasta el mástil de la bandera de Grecia. El Himno de Grecia "Imnos eis tin Eleftherían" fue cantado por un coro masculino mientras en las pantallas gigantes dentro del estadio se mostraban imágenes de la bandera griega ondeando a los pies del Partenón.
Un centauro, representante de la dualidad de cuerpo y mente, lanzó una flecha de luz hacia el centro del estadio, desde donde surgió una estatua gigante que representaba al arte de las Cícladas, una de las primeras representaciones humanas en el arte griego. Gracias al uso de rayos láser, se dibujaron figuras sobre la estatua para representar aportes de la cultura griega a la ciencia, como figuras geométricas y una representación estilizada del Sistema Solar. Posteriormente, la estatua se dividió primero en un cuerpo esculpido y después en trozos de dicho cuerpo que cayeron al agua hasta que quedó un último cubo flotando en el aire. Sobre este cubo se posó un hombre que comenzó a hacer equilibrios y bailar. Mientras el cubo rotaba, aparecieron proyecciones en los cubos de personas y la medicina y otras de las aportaciones de la Antigua Grecia
Tras estas representaciones, apareció Eros, el dios del amor, volando sobre el estadio y acompañando a una pareja de amantes que jugueteaban en el agua. A continuación comenzó un desfile de carros alegóricos representando la historia griega. A lo largo de todo el desfile, Eros se mantuvo volando en el centro del estadio, dirigiendo los carros.
El desfile comenzó con la representación de imágenes de la civilización minoica, como saltos sobre toros, delfines y frescos de los palacios minoicos de Knossos. A continuación, siguieron carros con actores representando los períodos de la civilización micénica y de la Época Clásica. Un actor apareció sobre un carro, representando a Alejandro Magno, rey de Macedonia, al cual siguieron imágenes de la Era helenística, el Imperio bizantino, la dominación otomana y la Guerra de independencia de Grecia, finalizando con imágenes del siglo XX.
Al final del desfile, Eros descendió para ayudar a una mujer a quitarse sus ropas, mostrando su embarazo, el cual comenzó a brillar. Al mismo tiempo, se escuchó a Maria Callas. En ese momento, mientras la mujer se acercaba al centro del lago, las luces del estadio bajaron su intensidad y los láser dibujaron estrellas en el agua, formando la Vía Láctea. Las luces luego se acercaron a la mujer y comenzaron a rotar, dando forma a una molécula de doble hélice de ADN, como una representación de la vida en el planeta. 
Finalmente, todas las caracterizaciones del desfile entraron al lago, rodeando el centro, mezclando el pasado y el presente bajo la percusión de los tambores. La música y los coros comenzaron a aumentar su intensidad, cuando apareció un olivo desde el centro llamado el Árbol Sagrado o Árbol de la Vida. Cuando la música alcanzó el clímax, todos los actores y bailarines levantaron sus brazos como reverenciando al árbol, rodeado por los trozos de la estatua.

## Desfile de naciones

Bandera de Grecia

Bandera de Corea

Bandera de Timor Oriental

Bandera de Serbia y Montenegro

Para comenzar el desfile de las naciones, más de 2 162 000 litros de agua fueron drenados del Estadio en menos de 3 minutos. En ese momento, la música electrónica de DJ Tiësto comenzó a sonar en todo el estadio, mientras la bandera de Grecia entraba al estadio, dando inicio al desfile de más de 10 500 atletas, una tradición que se remonta a los Juegos Olímpicos de Atenas 1906.
Grecia, por ser el país de origen de los Juegos Olímpicos, siempre lidera el desfile de las naciones, mientras que la tradición dicta que el desfile es cerrado por el país organizador. Así, la bandera de Grecia inició el desfile, mientras los atletas griegos desfilaron al final, siendo recibidos calurosamente por los espectadores.
El desfile de las naciones se realizó en orden alfabético según el alfabeto griego. Así, la isla caribeña de Santa Lucía abrió el desfile, pues en griego su nombre es Αγία Λουκία. Así, Zimbabue, que tradicionalmente cierra, se ubicó en medio del desfile, y Chile y Hong Kong cerraron el desfile.
Varios países fueron recibidos calurosamente entre aplausos: Afganistán recibió uno de los aplausos más largos en su regreso a los Juegos Olímpicos, luego de su ausencia durante la dominación talibán. Los atletas de Irak también recibieron aplausos tras descubrirse las torturas a las que eran sometidos por el antiguo líder de su Comité Olímpico, Uday Hussein, hijo del anterior dictador Saddam Hussein, y como forma de apoyo tras la invasión estadounidense en la Guerra de Irak. Otros aplaudidos fueron los deportistas portugueses, luego de que Grecia ganara la Eurocopa, organizada en tierras lusitanas. Francia, el Reino Unido, los Estados Unidos, Australia, Italia, Palestina y Chipre también recibieron espectaculares aplausos.[cita requerida]
El caso contrario ocurrió con la delegación de Turquía, recibiendo abucheos por los espectadores como forma de animosidad entre Grecia y Turquía. Israel y la República de Macedonia recibieron el silencio de la concurrencia y algunos fríos aplausos.[cita requerida]
Los equipos de Corea del Norte y Corea del Sur desfilaron en conjunto bajo la misma bandera. Este hecho se produjo de igual forma en los Juegos Olímpicos de Sídney 2000.

Bandera de Kiribati

Por primera vez desfilaron los atletas de Kiribati, que participaba por primera vez en los Juegos Olímpicos, y los de Timor Oriental, que si bien ya habían participado anteriormente como equipo, ahora lo hicieron por primera vez bajo su propia bandera. También desfiló por primera vez el equipo de Serbia y Montenegro bajo su nuevo nombre, pues antes lo hacían bajo el nombre de Yugoslavia.
Importantes personalidades internacionales aplaudieron a sus equipos, como el Presidente de los Estados Unidos George W. Bush y su padre, George H. W. Bush, el primer ministro del Reino Unido, Tony Blair, la reina Sofía de España, el Príncipe Haakon de Noruega y el entonces príncipe heredero Federico de Dinamarca, entre otros.

### Orden de aparición de los países
|                                       | Αγία Λουκία                                | Santa Lucía                          | LCA     |
|                                       | Άγιος Βικέντιος και Γρεναδίνες             | San Vicente y las Granadinas         | VIN     |
| Bandera de San Marino.                | Άγιος Μαρίνος                              | San Marino                           | SMR     |
| Bandera de Angola.                    | Ανγκόλα                                    | Angola                               | ANG     |
| Bandera de Azerbaiyán.                | Αζερμπαϊτζάν                               | Azerbaiyán                           | AZE     |
| Bandera de Egipto.                    | Αίγυπτος                                   | Egipto                               | EGY     |
| Bandera de Etiopía.                   | Αιθιοπία                                   | Etiopía                              | ETH     |
| Bandera de Haití.                     | Αϊτή                                       | Haití                                | HAI     |
| Bandera de Cabo Verde.                | Πράσινο Ακρωτήριο                          | Cabo Verde                           | CPV     |
|                                       | Ακτή Ελεφαντοστού                          | Costa de Marfil                      | CIV     |
| Bandera de Albania                    | Αλβανία                                    | Albania                              | ALB     |
| Bandera de Argelia.                   | Αλγερία                                    | Argelia                              | ALG     |
|                                       | Αμερικάνικη Σαμόα                          | Samoa Americana                      | ASA     |
| Bandera de Andorra.                   | Ανδορρα                                    | Andorra                              | AND     |
| Bandera de Antigua y Barbuda.         | Αντίγκουα και Μπαρμπούντα                  | Antigua y Barbuda                    | ANT     |
| Bandera de Argentina.                 | Αργεντινή                                  | Argentina                            | ARG     |
| Bandera de Armenia.                   | Αρμενία                                    | Armenia                              | ARM     |
|                                       | Αρούμπα                                    | Aruba                                | ARU     |
| Bandera de Australia.                 | Αυστραλία                                  | Australia                            | AUS     |
| Bandera de Austria.                   | Αυστρία                                    | Austria                              | AUT     |
| Bandera de Afganistán.                | Αφγανιστάν                                 | Afganistán                           | AFG     |
|                                       | Βανουάτου                                  | Vanuatu                              | VAN     |
| Bandera de Bélgica.                   | Βέλγιο                                     | Bélgica                              | BEL     |
| Bandera de Venezuela (1930).          | Βενεζουέλα                                 | Venezuela                            | VEN     |
| Bandera de Bermudas.                  | Βερμούδες                                  | Bermudas                             | BER     |
| Bandera de Vietnam.                   | Βιετνάμ                                    | Vietnam                              | VIE     |
| Bandera de Bolivia.                   | Βολιβία                                    | Bolivia                              | BOL     |
| Bandera de Bosnia y Herzegovina.      | Βοσνία και Ερζεγοβίνη                      | Bosnia y Herzegovina                 | BIH     |
| Bandera de Bulgaria.                  | Βουλγαρία                                  | Bulgaria                             | BUL     |
| Bandera de Brasil.                    | Βραζιλία                                   | Brasil                               | BRA     |
|                                       | Βρετανικές Παρθένοι Νήσοι                  | Islas Vírgenes Británicas            | IVB     |
| Bandera de Francia.                   | Γαλλία                                     | Francia                              | FRA     |
| Bandera de Alemania.                  | Γερμανία                                   | Alemania                             | GER     |
| Bandera de Georgia.                   | Γεωργία                                    | Georgia                              | GEO     |
| Bandera de Gambia.                    | Γκάμπια                                    | Gambia                               | GAM     |
|                                       | Γκαμπόν                                    | Gabón                                | GAB     |
| Bandera de Ghana.                     | Γκάνα                                      | Ghana                                | GHA     |
|                                       | Γκουάμ                                     | Guam                                 | GUM     |
| Bandera de Guatemala.                 | Γουατεμάλα                                 | Guatemala                            | GUA     |
| Bandera de Guyana.                    | Γουιάνα                                    | Guyana                               | GUY     |
|                                       | Γουϊνέα                                    | Guinea                               | GUI     |
| Bandera de Guinea-Bisáu.              | Γουινέα-Μπισάου                            | Guinea-Bisáu                         | GBS     |
|                                       | Γρενάδα                                    | Granada                              | GRN     |
| Bandera de Dinamarca.                 | Δανία                                      | Dinamarca                            | DEN     |
|                                       | Δημοκρατία του Κονγκό                      | Rep. Democrática del Congo           | COD     |
| Bandera de Dominica.                  | Δομίνικα                                   | Dominica                             | DMA     |
| Bandera de República Dominicana.      | Δομινικανή Δημοκρατία                      | República Dominicana                 | DOM     |
| Bandera de El Salvador.               | Ελ Σαλβαδόρ                                | El Salvador                          | ESA     |
| Bandera de Suiza.                     | Ελβετία                                    | Suiza                                | SUI     |
| Bandera de Eritrea.                   | Ερυθραία                                   | Eritrea                              | ERI     |
| Bandera de Estonia.                   | Εσθονία                                    | Estonia                              | EST     |
| Bandera de Zambia.                    | Ζάμπια                                     | Zambia                               | ZAM     |
| Bandera de Zimbabue.                  | Ζιμπάμπουε                                 | Zimbabue                             | ZIM     |
| Bandera de Emiratos Árabes Unidos.    | Ηνωμένα Αραβικά Εμιράτα                    | Emiratos Árabes Unidos               | UAE     |
|                                       | Ηνωμένες Πολιτείες Αμερικής                | Estados Unidos                       | USA     |
| Bandera de Japón.                     | Ιαπωνία                                    | Japón                                | JPN     |
| Bandera de India.                     | Ινδία                                      | India                                | IND     |
| Bandera de Indonesia.                 | Ινδονησία                                  | Indonesia                            | INA     |
| Bandera de Jordania.                  | Ιορδανία                                   | Jordania                             | JOR     |
|                                       | Ιράκ                                       | Irak                                 | IRQ     |
| Bandera de Irán.                      | Ισλαμική Δημοκρατία του Ιράν               | República Islámica de Irán           | IRI     |
| Bandera de Irlanda.                   | Ιρλανδία                                   | Irlanda                              | IRL     |
| Bandera de Guinea Ecuatorial.         | Ισημερινή Γουινέα                          | Guinea Ecuatorial                    | GEQ     |
| Bandera de Ecuador.                   | Ισημερινός                                 | Ecuador                              | ECU     |
| Bandera de Islandia.                  | Ισλανδία                                   | Islandia                             | ISL     |
| Bandera de España.                    | Ισπανία                                    | España                               | ESP     |
| Bandera de Israel.                    | Ισραήλ                                     | Israel                               | ISR     |
| Bandera de Italia.                    | Ιταλία                                     | Italia                               | ITA     |
| Bandera de Kazajistán.                | Καζακστάν                                  | Kazajistán                           | KAZ     |
| Bandera de Camerún.                   | Καμερούν                                   | Camerún                              | CMR     |
| Bandera de Camboya.                   | Καμπότζη                                   | Camboya                              | CAM     |
| Bandera de Canadá.                    | Καναδάς                                    | Canadá                               | CAN     |
| Bandera de Catar.                     | Κατάρ                                      | Catar                                | QAT     |
|                                       | Νήσοι Καϋμάν                               | Islas Caimán                         | CAY     |
| Bandera de República Centroafricana.  | Κεντροαφρικάνικη δημοκρατία                | República Centroafricana             | CAF     |
| Bandera de Kenia.                     | Κένυα                                      | Kenia                                | KEN     |
| Bandera de China.                     | Λαϊκή Δημοκρατία της Κίνας                 | República Popular China              | CHN     |
| Bandera de Kirguistán                 | Κιργιστάν                                  | Kirguistán                           | KGZ     |
| Bandera de Kiribati.                  | Κιριμπάτι                                  | Kiribati                             | KIR     |
| Bandera de Colombia.                  | Κολομβία                                   | Colombia                             | COL     |
| Bandera de Comoras.                   | Κομόρες                                    | Comoras                              | COM     |
| Bandera de la República del Congo.    | Κονγκό                                     | Congo                                | CGO     |
|                                       | Κορέα Βόρεια Κορέα Νότια Κορέα             | Corea Corea del Norte Corea del Sur  | PDK KOR |
| Bandera de Costa Rica.                | Κόστα Ρίκα                                 | Costa Rica                           | CRC     |
| Bandera de Cuba.                      | Κούβα                                      | Cuba                                 | CUB     |
| Bandera de Kuwait.                    | Κουβέιτ                                    | Kuwait                               | KUW     |
|                                       | Νήσοι Κούκ                                 | Islas Cook                           | COK     |
| Bandera de Croacia.                   | Κροατία                                    | Croacia                              | CRO     |
| Bandera de Chipre.                    | Κύπρος                                     | Chipre                               | CYP     |
| Bandera de Laos.                      | Λάος                                       | Laos                                 | LAO     |
|                                       | Λεσότο                                     | Lesoto                               | LES     |
| Bandera de Letonia.                   | Λετονία                                    | Letonia                              | LAT     |
| Bandera de Bielorrusia.               | Λευκορωσία                                 | Bielorrusia                          | BLR     |
| Bandera de Líbano.                    | Λίβανος                                    | Líbano                               | LIB     |
| Bandera de Liberia.                   | Λιβερία                                    | Liberia                              | LBR     |
| Bandera de Libia.                     | Λιβύη                                      | Libia                                | LBA     |
| Bandera de Lituania.                  | Λιθουανία                                  | Lituania                             | LTU     |
| Bandera de Liechtenstein.             | Λιχτενστάιν                                | Liechtenstein                        | LIE     |
| Bandera de Luxemburgo.                | Λουξεμβούργο                               | Luxemburgo                           | LUX     |
| Bandera de Madagascar.                | Μαδαγασκάρη                                | Madagascar                           | MAD     |
| Bandera de Malasia.                   | Μαλαισία                                   | Malasia                              | MAS     |
|                                       | Μαλάουι                                    | Malaui                               | MAW     |
|                                       | Μαλδίβες                                   | Maldivas                             | MDV     |
| Bandera de Malí.                      | Μαλί                                       | Malí                                 | MLI     |
| Bandera de Malta.                     | Μάλτα                                      | Malta                                | MLT     |
| Bandera de Marruecos.                 | Μαρόκο                                     | Marruecos                            | MAR     |
|                                       | Μαυρίτιος                                  | Mauricio                             | MRI     |
| Bandera de Mauritania.                | Μαυριτανία                                 | Mauritania                           | MTN     |
|                                       | Μεγάλη Βρετανία                            | Reino Unido                          | GBR     |
| Bandera de México.                    | Μεξικό                                     | México                               | MEX     |
|                                       | Ομόσπονδες Πολιτείες της Μικρονησίας       | E. Federados de Micronesia           | FSM     |
| Bandera de Mongolia.                  | Μογγολία                                   | Mongolia                             | MGL     |
| Bandera de Mozambique.                | Μοζαμβίκη                                  | Mozambique                           | MOZ     |
| Bandera de Moldavia.                  | Μολδαβία                                   | Moldavia                             | MDA     |
| Bandera de Mónaco.                    | Μονακό                                     | Mónaco                               | MON     |
| Bandera de Bangladés.                 | Μπαγκλαντές                                | Bangladés                            | BAN     |
| Bandera de Barbados.                  | Μπαρμπάντος                                | Barbados                             | BAR     |
| Bandera de Bahamas.                   | Μπαχάμες                                   | Bahamas                              | BAH     |
| Bandera de Baréin.                    | Μπαχρέιν                                   | Baréin                               | BRN     |
| Bandera de Belice.                    | Μπελίζ                                     | Belice                               | BIZ     |
| Bandera de Benín.                     | Μπενίν                                     | Benín                                | BEN     |
|                                       | Μποτσουάνα                                 | Botsuana                             | BOT     |
| Bandera de Burkina Faso.              | Μπουρκίνα Φάσο                             | Burkina Faso                         | BUR     |
| Bandera de Burundi.                   | Μπουρουντί                                 | Burundi                              | BDI     |
|                                       | Μπουτάν                                    | Bután                                | BHU     |
|                                       | Μπρουνέι                                   | Brunéi                               | BRU     |
|                                       | Μιανμάρ                                    | Birmania                             | MYA     |
| Bandera de Namibia.                   | Ναμίμπια                                   | Namibia                              | NAM     |
|                                       | Ναουρού                                    | Nauru                                | NAU     |
| Bandera de Nueva Zelanda.             | Νέα Ζηλανδία                               | Nueva Zelanda                        | NZL     |
| Bandera de Nepal.                     | Νεπάλ                                      | Nepal                                | NEP     |
| Bandera de Níger.                     | Νίγηρας                                    | Níger                                | NIG     |
| Bandera de Nigeria.                   | Νιγηρία                                    | Nigeria                              | NGR     |
| Bandera de Nicaragua.                 | Νικαράγουα                                 | Nicaragua                            | NCA     |
| Bandera de Noruega.                   | Νορβηγία                                   | Noruega                              | NOR     |
| Bandera de Sudáfrica.                 | Νότια Αφρική                               | Sudáfrica                            | RSA     |
| Bandera de los Países Bajos.          | Ολλανδία                                   | Países Bajos                         | NED     |
| Bandera de las Antillas Neerlandesas. | Ολλανδικές Αντίλλες                        | Antillas Neerlandesas                | AHO     |
| Bandera de Omán.                      | Ομάν                                       | Omán                                 | OMA     |
| Bandera de Honduras.                  | Ονδούρα                                    | Honduras                             | HON     |
| Bandera de Hungría.                   | Ουγγαρία                                   | Hungría                              | HUN     |
| Bandera de Uganda.                    | Ουγκάντα                                   | Uganda                               | UGA     |
| Bandera de Uzbekistán.                | Ουζμπεκιστάν                               | Uzbekistán                           | UZB     |
| Bandera de Ucrania.                   | Ουκρανία                                   | Ucrania                              | UKR     |
| Bandera de Uruguay.                   | Ουρουγουάη                                 | Uruguay                              | URU     |
| Bandera de Pakistán.                  | Πακιστάν                                   | Pakistán                             | PAK     |
| Bandera de Palestina.                 | Παλαιστίνη                                 | Palestina                            | PLE     |
|                                       | Παλάου                                     | Palaos                               | PLW     |
| Bandera de Panamá.                    | Παναμάς                                    | Panamá                               | PAN     |
| Bandera de Papúa Nueva Guinea.        | Παπούα Νέα Γουηνέα                         | Papúa Nueva Guinea                   | PNG     |
| Bandera de Paraguay.                  | Παραγουάη                                  | Paraguay                             | PAR     |
|                                       | Παρθένοι Νήσοι                             | Islas Vírgenes de los Estados Unidos | ISV     |
| Bandera de Perú.                      | Περού                                      | Perú                                 | PER     |
| Bandera de Polonia.                   | Πολωνία                                    | Polonia                              | POL     |
| Bandera de Portugal.                  | Πορτογαλία                                 | Portugal                             | POR     |
| Bandera de Puerto Rico.               | Πουέρτο Ρίκο                               | Puerto Rico                          | PUR     |
|                                       | Πρώην Γιουγκοσλαβική Δημοκρατία Μακεδονίας | República de Macedonia               | MKD     |
| Bandera de Ruanda.                    | Ρουάντα                                    | Ruanda                               | RWA     |
| Bandera de Rumania.                   | Ρουμανία                                   | Rumania                              | ROM     |
| Bandera de Rusia.                     | Ρωσική Ομοσπονδία                          | Federación Rusa                      | RUS     |
| Bandera de San Cristóbal y Nieves.    | Σαιν Κίττις και Νάβις                      | San Cristóbal y Nieves               | SKT     |
|                                       | Σαμόα                                      | Samoa                                | SAM     |
| Bandera de Santo Tomé y Príncipe.     | Σάο Τομέ και Πρίγκιπας                     | Santo Tomé y Príncipe                | STP     |
| Bandera de Arabia Saudita.            | Σαουδική Αραβία                            | Arabia Saudí                         | KSA     |
| Bandera de Senegal.                   | Σενεγάλη                                   | Senegal                              | SEN     |
| Bandera de Serbia y Montenegro.       | Σερβία και Μαυροβούνιο                     | Serbia y Montenegro                  | SCG     |
| Bandera de Seychelles.                | Σεϋχέλλες                                  | Seychelles                           | SEY     |
| Bandera de Singapur.                  | Σιγκαπούρη                                 | Singapur                             | SIN     |
| Bandera de Sierra Leona.              | Σιέρα Λεόνε                                | Sierra Leona                         | SLE     |
| Bandera de Eslovaquia.                | Σλοβακία                                   | Eslovaquia                           | SVK     |
| Bandera de Eslovenia.                 | Σλοβενία                                   | Eslovenia                            | SLO     |
|                                       | Νήσοι Σολομώντος                           | Islas Salomón                        | SOL     |
| Bandera de Somalia.                   | Σομαλία                                    | Somalía                              | SOM     |
| Bandera de Suazilandia.               | Σουαζιλάνδη                                | Suazilandia                          | SWZ     |
| Bandera de Sudán.                     | Σουδάν                                     | Sudán                                | SUD     |
| Bandera de Suecia.                    | Σουηδία                                    | Suecia                               | SWE     |
| Bandera de Surinam.                   | Σουρινάμ                                   | Surinam                              | SUR     |
| Bandera de Sri Lanka.                 | Σρι Λάνκα                                  | Sri Lanka                            | SRI     |
| Bandera de Siria.                     | Συρία                                      | Siria                                | SYR     |
|                                       | Κινεζική Ταϊπέι                            | China Taipéi                         | TPE     |
| Bandera de Tanzania.                  | Τανζανία                                   | Tanzania                             | TAN     |
| Bandera de Tayikistán.                | Τατζικιστάν                                | Tayikistán                           | TJK     |
| Bandera de Tailandia.                 | Ταϋλάνδη                                   | Tailandia                            | THA     |
| Bandera de Jamaica.                   | Τζαμάικα                                   | Jamaica                              | JAM     |
|                                       | Τσιμπουτί                                  | Yibuti                               | DJI     |
|                                       | Ανατολικό Τιμόρ                            | Timor Oriental                       | TLS     |
|                                       | Τόγκο                                      | Togo                                 | TOG     |
| Bandera de Turquía.                   | Τουρκία                                    | Turquía                              | TUR     |
| Bandera de Turkmenistán.              | Τουρκμενιστάν                              | Turkmenistán                         | TKM     |
| Bandera de Trinidad y Tobago.         | Τρινιντάντ και Τομπάγκο                    | Trinidad y Tobago                    | TRI     |
| Bandera de Chad.                      | Τσαντ                                      | Chad                                 | CHA     |
| Bandera de República Checa.           | Τσέχικη Δημοκρατία                         | República Checa                      | CZR     |
| Bandera de Túnez.                     | Τυνησία                                    | Túnez                                | TUN     |
| Bandera de Yemen.                     | Υεμένη                                     | Yemen                                | YEM     |
| Bandera de Filipinas.                 | Φιλιππίνες                                 | Filipinas                            | PHI     |
| Bandera de Finlandia.                 | Φινλανδία                                  | Finlandia                            | FIN     |
| Bandera de Fiyi.                      | Φίτζι                                      | Fiyi                                 | FIJ     |
| Bandera de Chile.                     | Χιλή                                       | Chile                                | CHI     |
| Bandera de Hong Kong.                 | Χονγκ Κονγκ, Κίνα                          | Hong Kong, China                     | HKG     |
| Bandera de Grecia.                    | Ελλάδα                                     | Grecia                               | GRE     |

## Discursos
Luego de que las atletas de los 202 países competidores se ubicaran en el centro del estadio en torno al árbol de olivo, comenzaron los discursos oficiales.
Gianna Angelopoulos-Daskalaki, presidenta del Comité Olímpico Organizador de los Juegos Olímpicos, fue la primera en hablar: "Grecia está ante ustedes. Estamos listos. Hemos esperado mucho tiempo para esto" y " Juegos Olímpicos, bienvenidos de vuelta a casa", fueron algunas de sus palabras, en referencia a los problemas que hubo a lo largo de la organización y que hicieron peligrar la realización de los Juegos y al rechazo de la candidatura de Atenas en 1990 para los Juegos Olímpicos del Centenario, en 1996.
Posteriormente, se dirigió a los atletas y a los espectadores, el Presidente del Comité Olímpico Internacional, el belga Jacques Rogge. En su discurso, alentó a los atletas a realizar un juego limpio sin uso de sustancias ilícitas y "demostrar que el deporte supera las barreras nacionales, políticas, religiosas y lingüísticas". Finalmente, el Presidente de la República Helénica, Konstandinos Stephanopoulos, declaró oficialmente inaugurados los XXVIII Juegos Olímpicos del año 2004. Acompañado por el Asistente de la Fuerza Aérea Helénica, Coronel Georgios Dritsakos.

## Encendido de la Llama Olímpica
Posterior a los discursos, la cantante islandesa Björk apareció en el centro del Estadio Olímpico, para cantar la canción Oceania de su disco Medúlla.
Mientras cantaba, un gran trozo de tela se posó sobre los atletas, simulando un océano. Tras el fin de la canción, las luces proyectaron un mapa de la Tierra sobre la tela. Posteriormente un coro de niños comenzó a cantar hasta que comenzó la ceremonia de encendido de la Llama Olímpica.
La Antorcha Olímpica, tras su viaje alrededor del mundo, ingresó al Estadio Olímpico de Atenas de la mano de Nikos Galis, considerado el mejor baloncestista griego de todos los tiempos. Posteriormente, la antorcha pasó a la leyenda del fútbol griego, Dimitris Domazos, el cual se la entregó a la ganadora de la medalla de Oro en Juegos Olímpicos de Barcelona 1992 en 100 metros vallas, Voula Patoulidou. Luego, el medallista olímpico en halterofilia, Kakhi Kakhiashvili y el gimnasta olímpico Ioannis Melissanidis recibieron la antorcha.
Finalmente, el medallista olímpico de los Juegos Olímpicos de Atlanta 1996, Nikolaos Kaklamanakis llegó al centro del estadio donde encendió una gran antorcha con forma de obelisco, diseñada por el arquitecto valenciano Santiago Calatrava, que comenzó a elevarse hasta llegar a la máxima altura donde se iluminó por completo sobre todos los espectadores del Estadio. La Llama Olímpica estaba encendida, dando cierre a la Ceremonia y dando inicio a los Juegos.